# Yllenus albifrons
Yllenus albifrons är en spindelart som först beskrevs av Lucas 1846.  Yllenus albifrons ingår i släktet Yllenus och familjen hoppspindlar. Inga underarter finns listade i Catalogue of Life.